# Tanja Fajon
Tanja Fajon (ur. 9 maja 1971 w Lublanie) – słoweńska dziennikarka, deputowana do Parlamentu Europejskiego VII, VIII i IX kadencji, parlamentarzystka krajowa, w latach 2020–2024 przewodnicząca Socjaldemokratów, od 2022 wicepremier oraz minister spraw zagranicznych.

## Życiorys
Ukończyła studia z zakresu dziennikarstwa na Wydziale Nauk Społecznych Uniwersytetu Lublańskiego. Kształciła się następnie na Uniwersytecie Paryskim, gdzie uzyskała tytuł zawodowy magistra nauk politycznych. Od lat 90. wykonywała zawód dziennikarza, pracowała w radiu w Lublanie, pisywała do dziennika „Republika”, współpracowała też z CNN. Przez osiem lat była korespondentem słoweńskiego publicznego nadawcy Radiotelevizija Slovenija w Brukseli.
W wyborach w 2009 z listy Socjaldemokratów uzyskała mandat posłanki do Parlamentu Europejskiego. W PE została członkinią grupy Postępowego Sojuszu Socjalistów i Demokratów, a także Komisji Wolności Obywatelskich, Sprawiedliwości i Spraw Wewnętrznych. W 2014 i 2019 z powodzeniem ubiegała się o europarlamentarną reelekcję.
W maju 2020 została pełniącą obowiązki przewodniczącego swojej partii, gdy z kierowania ugrupowaniem zrezygnował Dejan Židan. W październiku tegoż roku wybrana na nową przewodniczącą partii. W wyborach w 2022 uzyskała mandat posłanki do Zgromadzenia Państwowego, odchodząc w konsekwencji z PE.
W maju 2022 podpisała porozumienie o współtworzeniu koalicyjnego gabinetu Roberta Goloba. W czerwcu tegoż roku w powołanym wówczas rządzie objęła funkcję ministra spraw zagranicznych, mianowano ją również na wicepremiera tego gabinetu. W kwietniu 2024 na funkcji lidera partii zastąpił ją Matjaž Han.